# Heinrich Lübke
Heinrich Lübke (14. oktober 1894 – 6. april 1972) var en tysk politiker. Han var Tysklands forbundspræsident fra 1959 til 1969. 
Han var med i partiet Deutsche Zentrumspartei i Weimarrepublikken. Senere kom han med i CDU. 

## Ekstern henvisning
- Wikimedia Commons har flere filer relateret til Heinrich Lübke

| Efterfulgte: Theodor Heuss | Forbundspræsident i Tyskland 1959–1969 | Efterfulgtes af: Gustav Heinemann |